# Coussarea impetiolaris
Coussarea impetiolaris är en måreväxtart som beskrevs av John Donnell Smith. Coussarea impetiolaris ingår i släktet Coussarea och familjen måreväxter. Inga underarter finns listade i Catalogue of Life.